# Saint-Martin-Lalande
Saint-Martin-Lalande è un comune francese di 1 116 abitanti situato nel dipartimento dell'Aude nella regione dell'Occitania.

## Società

### Evoluzione demografica
Abitanti censiti